# Wing&Wind
『Wing&Wind』（ウィング・アンド・ウィンド）は、2001年3月16日にClearより発売された18禁恋愛アドベンチャーゲームである。

## ストーリー
夏の初めに、主人公のアパートに届いた、一通の手紙。これが物語の始まりだった。

## 登場人物
根戸 俊介（ねど しゅんすけ）
本作の主人公。大学生。
両親を事故で亡くしている。
結城 紗夜（ゆうき さや）
3年前舞台の田舎に住み始めた女性。
村上 若菜（むらかみ わかな）
主人公の親戚で、舞台である田舎に来るよう誘った少女。
高槻 梢（たかつき こずえ）
若菜の友人、霞の家の離れに紗耶と暮らしている
早瀬 霞（はやせ かすみ）
主人公の幼馴染で神社の巫女をしている少女。釣り好きで暇があれば釣りをしている。

## スタッフ
- 企画：秋津環
- 原画：KEG
- シナリオ：秋津環
- 音楽：Clapscrap
- オープニングテーマ ：『Wind Time』 
  - 歌：佐藤裕美
  - 作詞：Clear
  - 作編曲：よっぴ
- エンディングテーマ：『羽音』
  - 歌：佐藤裕美
  - 作詞：Clear
  - 作編曲：Clapscrap

| スタブアイコン | サブスタブ | この項目は、まだ閲覧者の調べものの参照としては役立たない、アダルトゲームに関連した書きかけの項目です。この項目を加筆・訂正などしてくださる協力者を求めています（P:コンピュータゲーム/PJ:美少女ゲーム系/P:性/PJ:性）。 |